# Cristo satánico
Cristo Satànico, pubblicato nel 2006, è un album del gruppo Death metal Asesino che fa da seguito a Corridos de muerte. Nell'album sono presenti come ospiti Andreas Kisser (con il nome Sepulculo) e Jamey Jasta (con il nome El Odio).

## Tracce
1. Advertencia – 0:13
2. Regresando Odio – 2:49
3. Soy Maldito – 3:48
4. Rituales Salvajes – 3:28
5. Yo no Fui – 2:32
6. Padre Pedofilo – 3:46
7. Enterrado Vivo – 3:02
8. ¡Puta con Pito! – 2:26
9. Adelitas – 2:50
10. Twiquiado – 4:13
11. Perro Primero – 3:25
12. Sadistico – 3:30
13. Batalla Final – 3:11
14. Cristo Satánico – 6:16
15. Y Tu Mama También – 3:28

## Formazione
- Dino Cazares – chitarra come "Asesino"
- Tony Campos – voce, basso come "Maldito X"
- Emilio Márquez – batteria come "Sadístico"
- Andreas Kisser – chitarra solista (nelle tracce 4, 10, 12), come "Sepulculo"
- Jamey Jasta - voce (nella traccia 2), come "El Odio"
- Santos - voce (nelle tracce 4, 15)
- La Ametralladora - voce femminile (nella traccia 15)